# Cortaillod
Cortaillod (toponimo francese) è un comune svizzero di 4 707 abitanti del Canton Neuchâtel.

## Geografia fisica

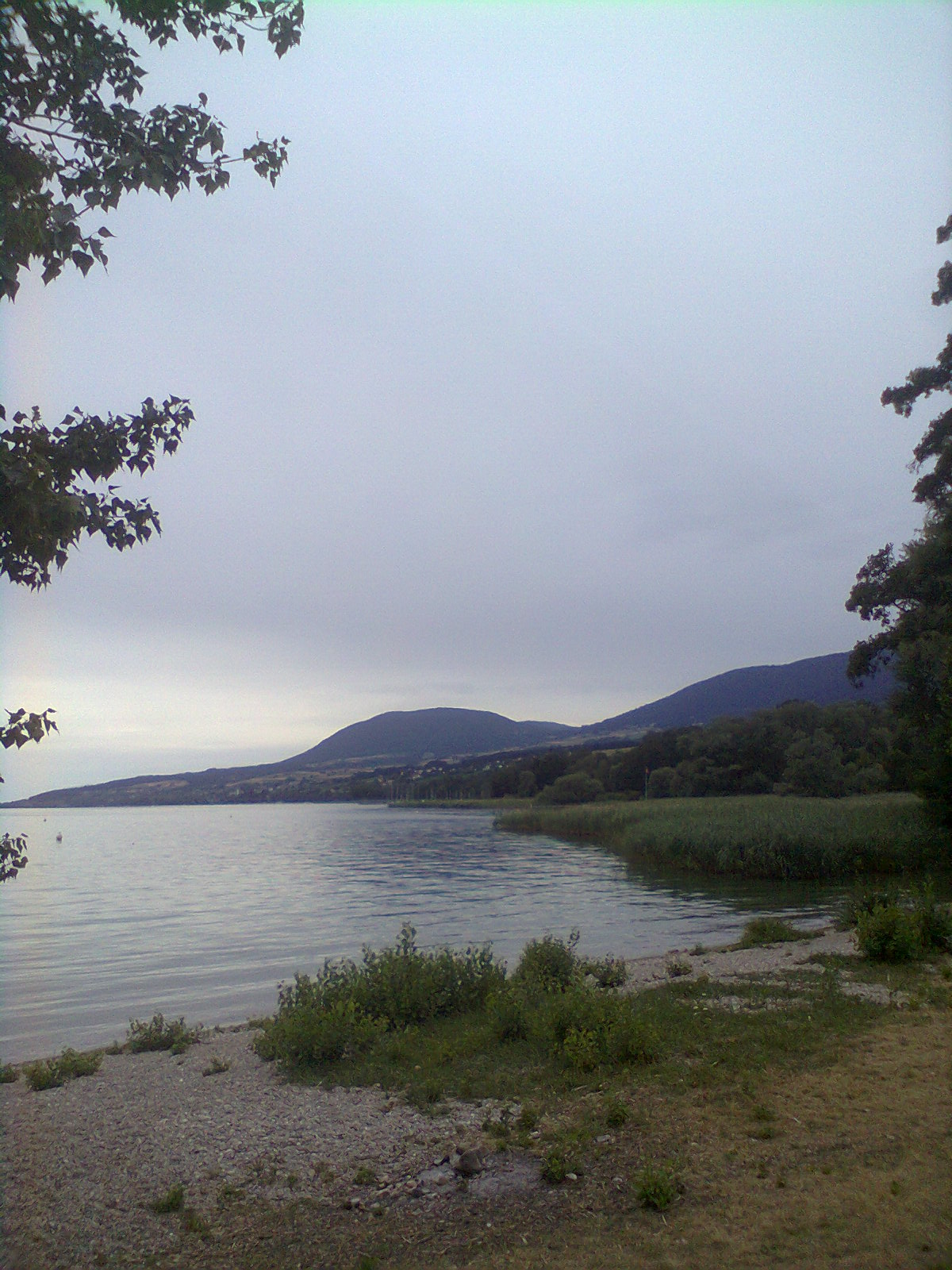
Il lago di Neuchâtel presso Cortaillod

Il territorio del comune di Cortaillod si estende tra la montagna di Boudry e il lago di Neuchâtel.

## Monumenti e luoghi d'interesse
- Chiesa parrocchiale riformata di San Nicola, eretta nel 1503[3];
- Sito archeologico palafitticolo neolitico della cultura di Cortaillod[3][4].

## Società

### Evoluzione demografica
L'evoluzione demografica è riportata nella seguente tabella:
Abitanti censiti

## Economia
L'economia locale si basa prevalentemente sul settore primario (viticoltura) e sull'industria (fabbrica di cavi Câbles Cortaillod, già fabbrica tessile Fabrique-Neuve de Cortaillod).

## Infrastrutture e trasporti
Il comune di Cortaillod è servito dalla rete tranviaria di Neuchâtel.